# Radsatz

Aufbau eines Radsatzes

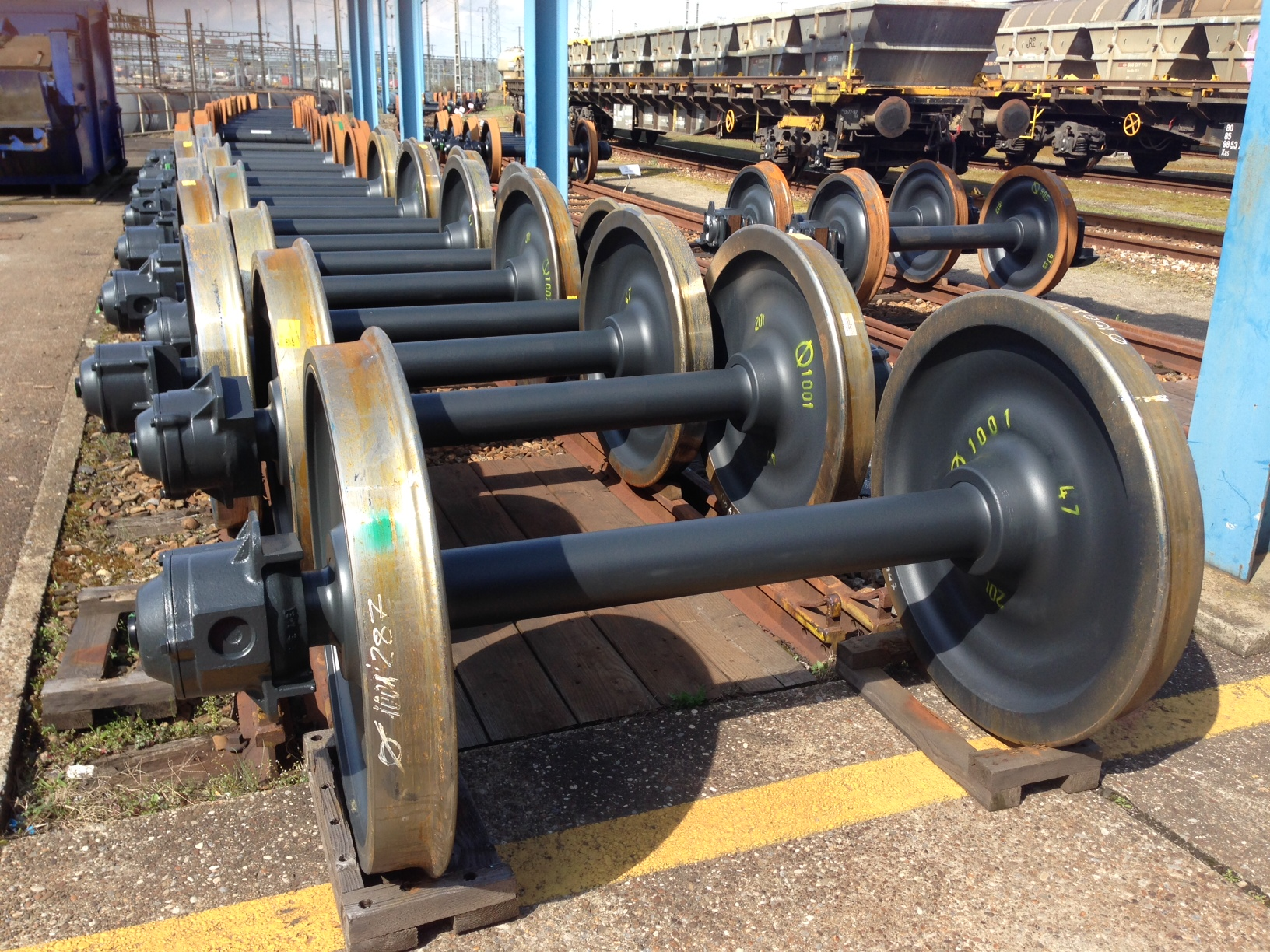
Güterwagenradsätze mit Vollrädern für Klotzbremsen der SBB Cargo/Schweiz

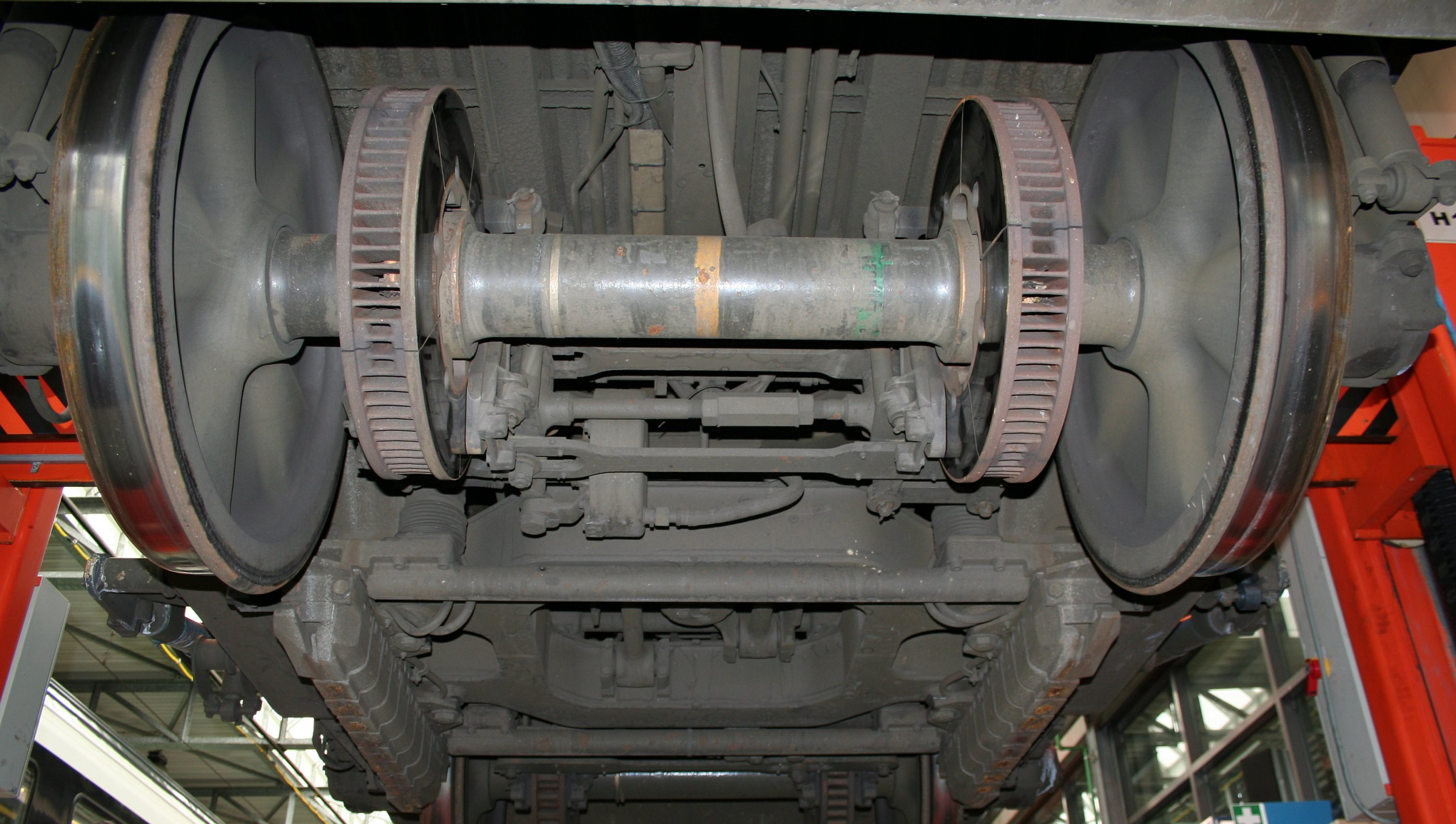
Radsatz mit Bremsscheiben und gewellten Radscheiben an einem Eurocity-Wagen

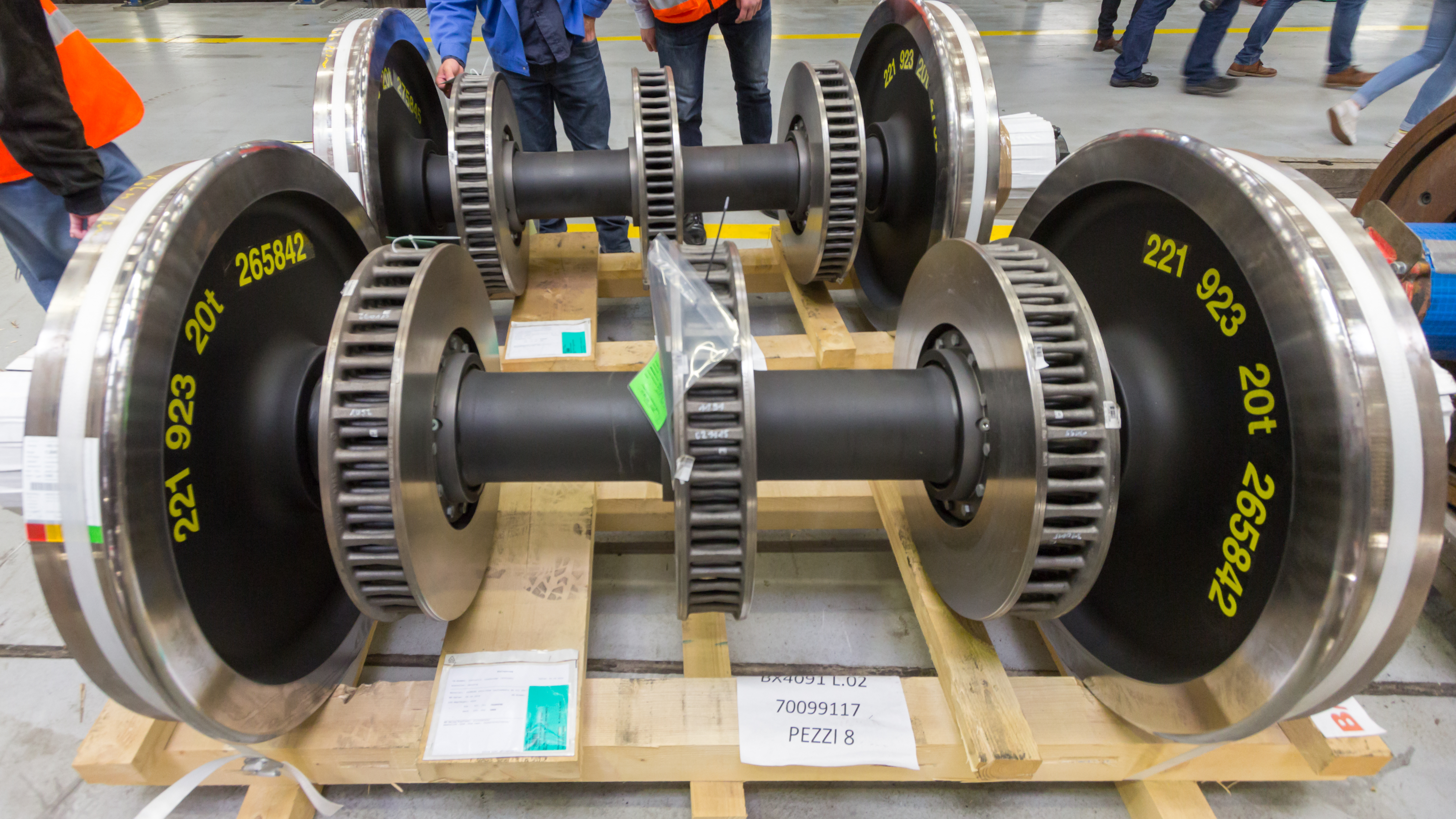
Zwei ICE-Radsätze

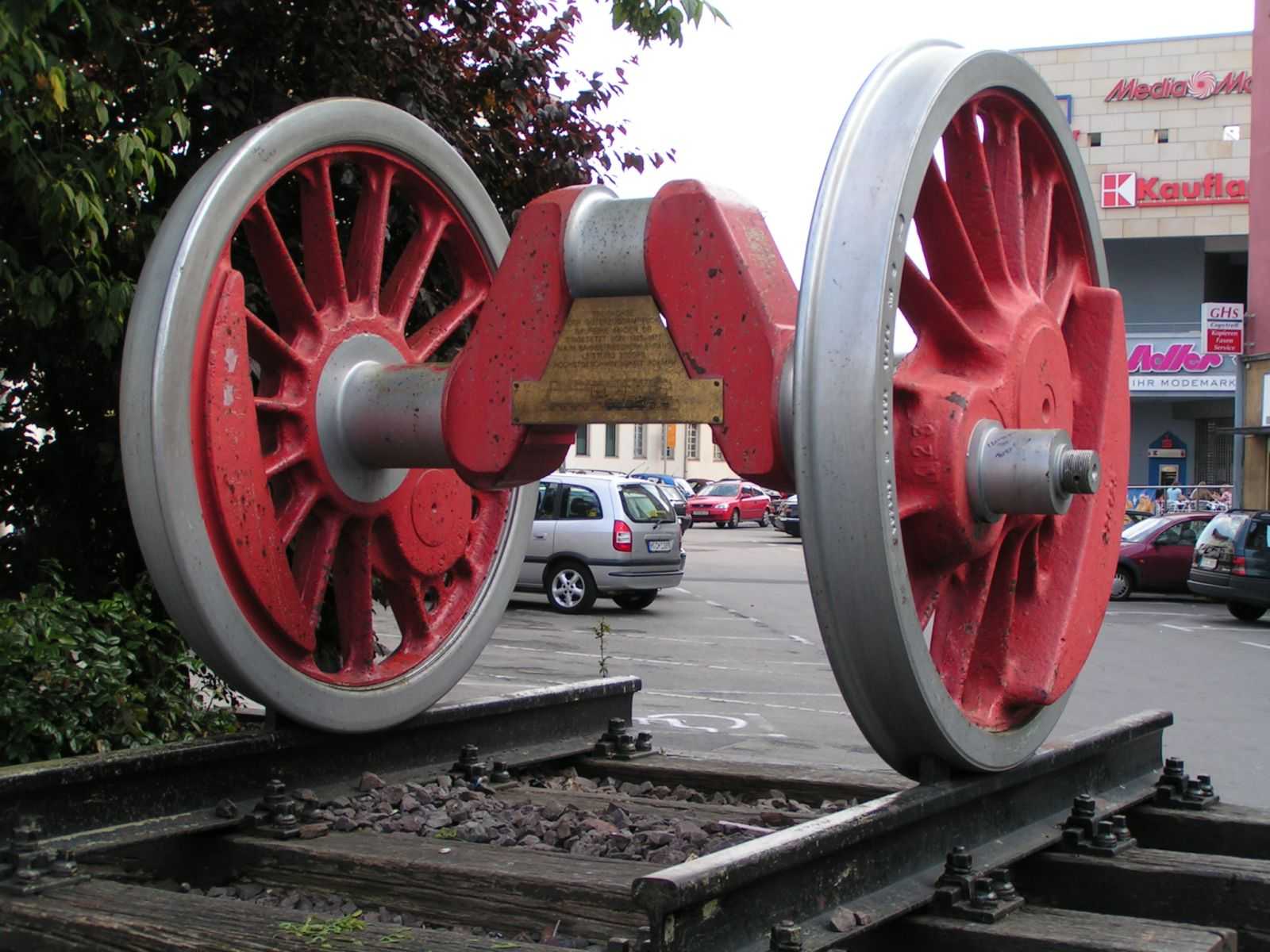
Treibradsatz einer dreizylindrigen Dampflokomotive der Baureihe 44 mit Kropfachse, die als Treibzapfen für den Innenzylinder dient.

Als Radsatz wird bei Schienenfahrzeugen die Kombination aus zwei Rädern und der sie in der Regel miteinander starr verbindenden Radsatzwelle bezeichnet. Der Vorteil einer solchen klassischen Kombination ist der geringere Aufwand für die Drehlagerung der Räder. Nötig ist nur je ein neben jedem Rad befindliches Radsatzlager, während bei den miteinander nicht verbundenen Rädern eines Losradsatzes vier erforderlich sind. Ein Unterschied gegenüber dem Losradsatz ist auch der sogenannte Sinuslauf mit dem Vorteil, der Selbstzentrierung eines Radsatzes mit konischen Laufflächen zwischen den Schienen. Beim Losradsatz muss darauf verzichtet werden. Dessen Vorteil ist ein ruhigerer Lauf bei hohen Geschwindigkeiten, während der Sinuslauf bei hohen Geschwindigkeiten zu Instabilitäten führen kann.
Beide Radsatzbauarten übertragen das Gewicht und die dynamischen Lasten des Fahrzeugs auf die Schienen und führen das Fahrzeug im Gleis. Beim Radsatz mit Radsatzwelle können zusätzlich Antriebszahnräder und/oder Bremsscheiben auf der Welle fixiert sein.
Ein Radsatz, der über einen Antrieb verfügt, wird Treibradsatz genannt, ein antriebsloser Radsatz Laufradsatz. Bei Lokomotiven mit Stangenantrieb wird die Bezeichnung Treibradsatz nur für den Radsatz verwendet, auf dessen Kurbelzapfen die Treibstangen direkt einwirken, die übrigen, durch (zusätzliche) Kuppelstangen angetriebenen Radsätze werden als Kuppelradsätze bezeichnet.

## Aufbau
In der Regel haben die beiden Räder konische Laufflächen und sind mit der Radsatzwelle mittels einer Presspassung kraftschlüssig ausreichend starr verbunden. Lediglich in einigen Ausnahmefällen besteht eine Spielpassung zwischen den Rädern und der Radsatzwelle. Z. B. lassen sich bei Spurwechselradsätzen mit verstellbarer Spurweite die Radscheiben auf der Radsatzwelle verschieben, eine Verdrehung gegeneinander wird jedoch mittels Passfedern oder Keilen verhindert.
Passfedern oder Keile, die bei Dampflokomotiven bei Treib- und Kuppelradsätzen zwischen Rädern und Radsatzwelle vorhanden sind, dienen nur zur Führung beim Aufpressen der Räder auf die Welle, damit die Kurbelzapfen der beiden Räder nach der Montage in einem definierten, von der Funktionsweise des Triebwerks vorgegebenen Winkel zueinander stehen.
Losradlaufwerke werden erst in jüngerer Zeit entwickelt; wegen der hier fehlenden fixen Verbindung zwischen den Rädern des Radsatzes führen sie nicht zum Sinus- oder Wellenlauf. Verwendet werden sie u. a. bei Talgo-Gliederzügen (als Einzelrad-Einzelfahrwerk) und bei verschiedenen Straßenbahnfahrzeugen, hier vor allem wegen der Möglichkeit zur Niederflurbauweise durch die nicht vorhandene Radsatzwelle und der positiven Bogenlaufeigenschaften auch bei kleinen Radien. Nachteilig ist hier die fehlende Selbstzentrierung im Gleis, schon kleine Maßabweichungen führen zum Anlaufen eines Rades an den Schienenkopf und damit zu höherem Spurkranz- und Schienenseitenverschleiß.
Je nachdem, ob die beiden Radsatzlager innerhalb oder außerhalb der Radscheiben liegen, spricht man von Innen- oder Außenlagerung. Die außen befindlichen Radsatzlager sind leichter zugänglich.
Die Radsatzlager befinden sich in der Regel außerhalb der Vollräder (Außenlagerung) auf den Wellenenden (Wellenschenkeln). Radsätze für bestimmte Wagen im Güterverkehr sind in der Regel genormt und austauschbar. Neben dem Laufkreisdurchmesser betrifft die Normung auch die Maße der Radsatzlager sowie der fallweise vorhandenen Bremsscheiben. Der Abstand der Radsatzlagermitten steht im Zusammenhang mit der Spurweite, im europäischen Regelspurnetz ist dieses Maß nach dem Zweiten Weltkrieg von 1955 auf 2000 Millimeter vergrößert worden. Bei Wagen für die russische Breitspur beträgt es 2035 Millimeter. Für den Übergang zwischen beiden Spurweiten durch Radsatztausch gibt es Umspurradsätze mit dem zum jeweiligen Fahrzeug passenden Radsatzlagermittenabstand und der anderen Spurweite. In anderen Fällen, beispielsweise für den Übergang auf die iberische Breitspur, müssen das Laufwerk und die Radsatzwellen den Normen der jeweils breiteren Spurweite entsprechen. Insbesondere Schmalspurwagen wurden in der Vergangenheit von der Industrie oft mit einheitlichem Bodenrahmen, häufig mit Meter- oder Kapspurmaßen, und nur an die Spurweite des Bestellers angepassten Radsätzen und Bremsausrüstungen geliefert.
Unter anderem bei Reisezugwagen in Nordamerika, Straßenbahn- und Metrotriebzügen sowie Lokomotiven insbesondere mit Stangenantrieb können die Radsatzlager auch zwischen den Rädern (Innenlagerung) liegen, wodurch sich durch die geringere Kragweite ein günstigerer Kraftfluss einstellt. Der Einbauort zwischen den Rädern erfordert aber teilbare Lager, da die Lager erst nach dem Aufpressen des Rades angebracht werden können, bzw. auch ohne Entfernung des Rades wechselbar sein sollten. Eine weitere Möglichkeit sind insbesondere Rollenlager, deren Lebensdauer der des gesamten Radsatzes entspricht. Die Treibradsätze von Dampflokomotiven sind meistens innengelagert, da die Treib- und Kuppelstangen für eine gute Zugänglichkeit außen vor den Radebene angeordnet sind. Auch andere Triebfahrzeuge besitzen zur Übertragung der Antriebskräfte zusätzliche, am Radsatz angebrachte Elemente wie Zapfen an den Rädern, eine gekröpfte Radsatzwelle bei Dampflokomotiven oder zusätzliche Wellensitze für das Großrad des Antriebs bei Elektrolokomotiven sowie Trieb- und Bremszahnräder bei Zahnradfahrzeugen.
Moderne Fahrzeuge, die anstelle direkt auf die Radlaufflächen einwirkender Bremssohlen mit Scheibenbremsen ausgestattet sind, haben zusätzlich Bremsscheiben. Diese sind entweder an den Radscheiben oder auf eigenen Sitzen auf der Radsatzwelle angebracht.
Für die Weg- und Geschwindigkeitsmessung, die Traktionskontrolle, den Gleitschutz und ggf. weitere Systeme wird die Rotation des Radsatzes durch Sensoren erfasst. Dazu befinden sich oft Wegimpulsgeber außerhalb der Radsatzlager.
Durch Schotter- und Eisflug kann die Lackierung der Radsatzwelle beschädigt werden, was zur Korrosion des Wellenwerkstoffes oder zu Rissbildungen führen kann, deren Instandsetzung häufig aufwendig ist. Um Schäden an der Radsatzwelle zu vermeiden, werden besondere Beschichtungen oder Manschetten eingesetzt.
Um die Rückverfolgbarkeit und Identifizierung der Radsätze zu gewährleisten, müssen diese gekennzeichnet sein. Diese Kennzeichnung muss mindestens den Radsatztyp, die Seriennummer, das Zeichen der Montagefirma, das Datum der Montage und die Kennung des Eigentümers enthalten.

## Belastungen
Der Radsatz unterliegt hohen Beanspruchungen im Betrieb. Die Radsatzwelle wird durch die vorhandenen dynamischen Belastungen (z. B. Nickbewegung des Fahrzeuges) und der Gewichtskraft des Fahrzeuges hauptsächlich auf Biegung beansprucht. Darüber hinaus wird die Radsatzwelle ebenfalls durch Längs- und Schubkräfte belastet. Aber infolge der Geringfügigkeit der Längs- und Schubbelastungen werden diese bei der Auslegung vernachlässigt.
Darüber hinaus werden Radsätze durch Antriebs- oder Bremsmomente, Verspannmomente aus dem Abrollen sowie durch Eigenschwingungen auf Torsion beansprucht. Letztere treten als selbsterregte Torsionsschwingungen, auch Rollierschwingungen genannt, auf und sind von vielen Parametern des Fahrzeugs bzw. der Fahrzeugsteuerung abhängig. Sie entstehen durch die negative Steigung der Kraftschluss-Schlupf-Kennlinie im so genannten Makroschlupfbereich, die zu einer Entdämpfung des Systems führt. Als Folge dieser Torsionsschwingungen können sehr hohe Torsionsmomente auftreten, die die nominellen Antriebs- und Bremsmomente teilweise um ein Vielfaches übersteigen. Festgestellt wurde dieses Phänomen durch Verdrehungen der Pressverbindung zwischen Radsatzwelle und Rad. In Deutschland wurden im Jahr 2010 erstmals derartige Verdrehungen an Lokomotiven der Baureihe 146 festgestellt. Das Eisenbahn-Bundesamt (EBA) ging davon aus, dass die dabei auftretenden Torsionsmomente über den bei der Auslegung des Radsatzes zugrunde gelegten Werten lagen und somit eine Überbeanspruchung und damit eine Schädigung der Radsatzwelle nicht ausgeschlossen werden konnte. Das EBA fordert daher seit 2011 den Nachweis, dass die Torsionsschwingungen in den Radsatzwellen sicher beherrscht werden. Zu diesem Zweck wurden für die Zulassung neuer Radsätze Torsionsmessungen durchgeführt und in der Folge verschiedene rechnerische Ansätze zur Bestimmung des maximal möglichen Torsionsmoments entwickelt.

## Instandhaltung
Radsätze benötigen regelmäßige Instandhaltungsarbeiten, um den definierten Sollzustand zu bewahren, damit diese ihre Aufgaben erfüllen können. Der Begriff Instandhaltung wird in die Grundmaßnahmen Wartung, Inspektion, Instandsetzung und Verbesserung strukturiert.
In Rahmen von Inspektionen müssen Radsatzwelle und Radscheibe regelmäßig nachgemessen und auf Risse abgesucht werden. Die Rissprüfung erfolgt heute mit einer Ultraschallprüfung, Wirbelstromprüfung oder Magnetpulverprüfung. Früher konnten nur visuelle Prüfungen durchgeführt werden. Daher hatten Dampfloks rote Räder, in deren Farbe Risse leichter zu erkennen waren. Bei Güterwagen werden die Radscheiben zur Prüfung mit einem Hammer angeschlagen. Aus dem Abprall des Hammers und dem Klang der Radscheibe kann auf das Vorhandensein von Rissen geschlossen werden.
Wird ein unzulässiger Zustand des Radsatzes durch Veränderungen des Radprofils oder durch Laufflächenschäden festgestellt, ist das Rad durch ein spanabhebendes Verfahren oder durch Schleifen instand zu setzen, sofern der Verschleißzustand dies zulässt. Diese Maßnahme wird Reprofilierung genannt und geschieht auf einer Radsatzdrehbank. Bei Erreichen des sogenannten Betriebsgrenzmaßes werden Radreifen bzw. Radscheibe ausgetauscht. Dieses Grenzmaß ist an der Außenseite von Monobloc-Rädern durch eine Kennrille sichtbar.

## Messtechnik
Um die bei der Zulassung von neuen Schienenfahrzeugen nötigen fahrtechnischen Prüfungen zu absolvieren und die Fahrsicherheit nachzuweisen, werden bei den betreffenden Fahrzeugen ein oder mehrere Radsätze gegen typgleiche mit Messtechnik ausgerüstete Radsätze getauscht. An deren Radscheiben sind mehrere Dehnungsmessstreifen und in der Welle elektronische Bauteile zur Datenübertragung angebracht. Die Übertragung der Messsignale der drehenden Radsätze zum Fahrzeug erfolgt mittels Schleifringen, optisch oder mit Telemetrie.
Durch Auswertung der Signale lassen sich zu jedem Zeitpunkt die am Rad wirkenden Aufstands- und Querkräfte bestimmen, mit welchen z. B. die Belastung des Oberbaus und die Fahrsicherheit bestimmt werden kann.

## Normen
- DIN EN 13103 Bahnanwendungen – Radsätze und Drehgestelle – Laufradsatzwellen – Konstruktions- und Berechnungsrichtlinie; Deutsche Fassung EN 13103:2009+A2:2012

- DIN EN 13104 Bahnanwendungen – Radsätze und Drehgestelle – Treibradsatzwellen – Konstruktionsverfahren; Deutsche Fassung EN 13104:2009+A2:2012

- DIN EN 13260 Bahnanwendungen – Radsätze und Drehgestelle – Radsätze – Produktanforderungen; Deutsche Fassung EN 13260:2009+A1:2010

- Die Kennzeichnung der Radsatzfolge eines Fahrzeugs ist in DIN 30052 festgelegt.